# Chanterelle
Pour les articles homonymes, voir Chanterelle (homonymie).
Taxons concernés
- dans la famille des Cantharellacées :
  - Cantharellus cibarius
  - Cantharellus amethysteus
  - Cantharellus ferruginascens
  - Craterellus cinereus
  - Craterellus lutescens
  - Craterellus tubaeformis
  - Craterellus undulatus
  - etc.
- dans d'autres familles :
  - Gomphus clavatus
  - Gomphus floccosus
  - Hygrophoropsis aurantiaca (« fausse chanterelle »)modifier

Chanterelle est un nom français de champignons d'origine vernaculaire, attesté depuis 1651, comme étant « utilisé fréquemment à Montbéliard » et recouvrant, au sens large, plusieurs taxons distincts dont les caractères communs seraient l'hyménophore plissé (absence de véritables lamelles) et la forme du chapeau creusé-évasé, souvent lobé, selon l'étymologie : Kantharos, en grec ancien, coupe à boire.
Il désigne en priorité et sans aucune ambiguïté les très bons comestibles du genre « Chanterel » proposé par Adanson en 1763 pour y ranger la girolle et ses ressemblants. En 1753, Linné nommait l'espèce type Agaricus chantarellus L., qu'il rectifie en « A. cantharellus » à partir de la réédition de 1763.
Le genre Chanterel Adans. 1763 est à son tour sanctionné par Fries en 1821 sous la graphie rectifiée « Cantharellus Adans. : Fr. ». L'espèce est enfin recombinée par Fries Cantharellus cibarius  (ses noms vernaculaires étant « Chanterelle, Chanterelle comestible, Chanterelle commune, Chanterelle ciboire », etc.), ainsi que sa variété, la girolle améthyste, var. amethysteus,.
Assorti d'une épithète, le nom de « Chanterelle » fut étendu à d'autres espèces des genres Cantharellus et Craterellus, traduction pure et simple des noms latins, telles que la chanterelle en tubes (Craterellus tubaeformis) ou la chanterelle jaune (Craterellus lutescens) et généralement vendues sous le nom générique de chanterelles, notamment au Royaume-Uni, en Belgique et en Suisse romande.
Enfin, le nom de chanterelle a été appliqué dans la langue vulgaire à des espèces d'autres genres, qui s'en rapprochent par leur forme évasée, comme la chanterelle violette (Gomphus clavatus), la fausse-chanterelle des charbonnières, Faerberia carbonaria, anciennement dite chanterelle des charbonnières et la fausse chanterelle (Hygrophoropsis aurantiaca).

## Liste des noms normalisés

### Chanterelles

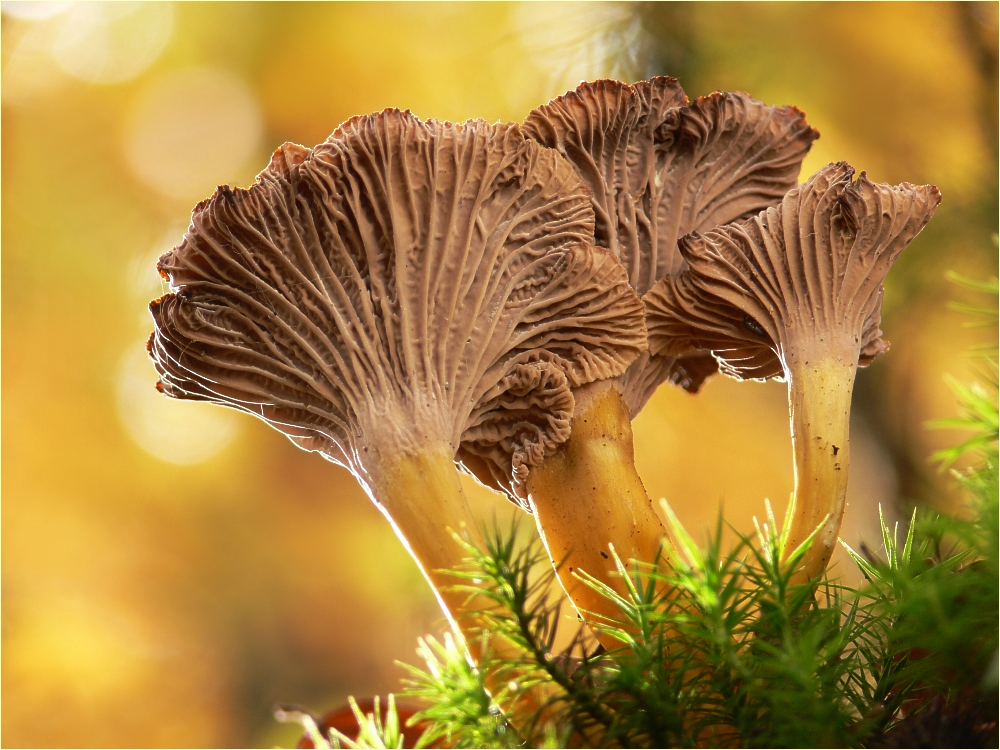
Chanterelles en tube.

La Société mycologique de France et les mycologues du Québec proposent un certain nombre de noms normalisés pour les différentes espèces de chanterelles les plus connues :
- Chanterelle des Appalaches — Cantharellus appalachiensis[15]
- Chanterelle camphrée — Cantharellus camphoratus[15]
- Chanterelle cendrée — Craterellus cinereus[14]
- Chanterelle de Chicago — Cantharellus chicagoensis[15]
- Chanterelle cinabre — Cantharellus cinnabarinus[15]
- Chanterelle claviforme — Gomphus clavatus[15]
- Chanterelle commune — Cantharellus enelensis[15]
- Chanterelle à flocons — Turbinellus floccosus[15]
- Chanterelle jaune et violette — Craterellus ianthinoxanthus[14]
- Chanterelle jaune — Craterellus lutescens[14]
- Chanterelle de Kauffman — Turbinellus kauffmanii[15]
- Chanterelle mineure — Cantharellus minor[15]
- Chanterelle noircissante — Craterellus melanoxeros[14]
- Chanterelle à plis pâles — Cantharellus cibarius var. pallidifolius[15]
- Chanterelle sinueuse — Craterellus undulatus[14]
- Chanterelle en tube — Cantharellus tubaeformis
- Chanterelle violette — Gomphus clavatus[14]

Voir aussi les « fausses-chanterelles » :
- Fausse-chanterelle des bruyères — Cantharellula umbonata[14]
- Fausse-chanterelle des charbonnières — Faerberia carbonaria[14]
- Fausse-chanterelle de Prescot — Cantharellopsis prescotii[15]

### Girolles
Pour les champignons du genre Cantharellus, ce même comité recommande les noms suivants :
- Girolle (Cantharellus cibarius)
- Girolle améthyste (Cantharellus amethysteus)
- Girolle ferrugineuse (Cantharellus ferruginascens)
- Girolle abricot (Cantharellus friesii)[16],[7]
- Girolle du Midi, (Cantharellus lilacinopruinatus)
- Girolle pruineuse, (Cantharellus subpruinosus)

## Commerce
La norme CEE-ONU FFV-55e de la Commission économique pour l'Europe des Nations unies « concernant la commercialisation et le contrôle de la qualité commerciale de la famille des chanterelles » est consacrée à ces champignons. Ce document, dans son édition de 2014, cite plusieurs espèces du genre Cantharellus comme appartenant au type commercial « girolle » et cite Craterellus lutescens et Craterellus tubaeformis comme appartenant au type commercial « chanterelle ». Il cite enfin la trompette des morts (Craterellus cornucopioides) comme appartenant au type commercial « trompette ».
La France est un grand importateur de chanterelles. En 2014 ont été exportées mensuellement en moyenne 25 tonnes et importés 104 tonnes, pour un prix moyen observé à la frontière de 5 200 €/t.

## Galerie

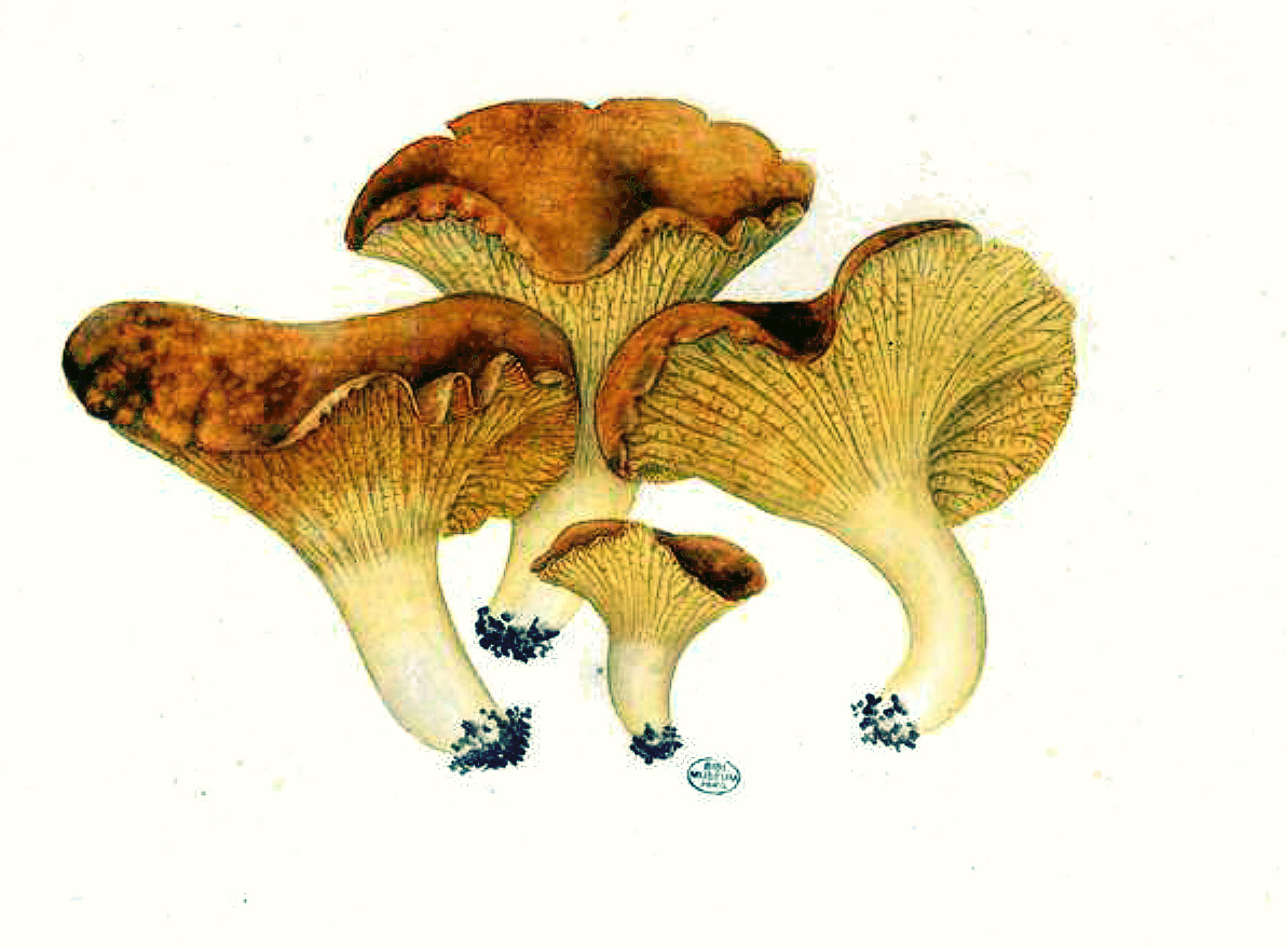
Cantharellus cibarius Jean-Henri Fabre, Auriheto de Kermes, Geriho